# أبو عز الدين
أبو عز الدين (بالإنجليزية: Abu Izzadeen)‏، اسمه قبل تحوله إلى الإسلام تريفور ريتشارد بروكس، ولد في 18 أبريل 1975، وهو متحدث بريطاني لتنظيم «الغرباء» وهي منظمة بريطانية مسلمة محظورة بموجب «قانون الإرهاب». تم إدانته بتهمة جمع الأموال والتحريض على «الإرهاب» في الخارج في 17 أبريل 2008، وحكم عليه بالسجن لمدة أربع سنوات ونصف السنة، وأفرج عنه في مايو 2009، بعد أن قضى ثلاث سنوات ونصف، بما في ذلك وقت الحبس الاحتياطي، وفي يناير الثاني 2016، حكم عليه بالسجن لمدة سنتين بسبب مغادرة المملكة المتحدة بشكل غير قانوني. تم اتهامه عن طريق الخطأ بأنه منفذ هجوم وستمنستر في لندن بتاريخ 22 مارس 2017 من قبل قناة فور نيوز، وذا إندبندنت.، وتم اكتشاف أن المنفذ هو البريطاني خالد مسعود «أدريان راسل».

## الخلفية
أبو عز الدين مواطن بريطاني ولد في 18 أبريل 1975 في شرق لندن، ينتمي إلى أسرة أصلها جامايكي. تحول بروكس إلى الإسلام قبل بلوغه 18 من عمره بيوم، في 17 أبريل 1993، وغير اسمه إلى عمر، لكنه يفضل أن يطلق عليه «أبو عز الدين»، وهو يجيد اللغة العربية. درب وعمل لفترة من الزمن ككهربائي. تزوج من امرأة عربية اسمها مختارية في عام 1998. ولديهما ثلاثة أطفال.